# Madelein Spit
M.M.C. (Madelein) Spit (1960) is de eerste vrouwelijke opperofficier van de Koninklijke Luchtmacht en na Leanne van den Hoek de tweede Nederlandse vrouwelijke opperofficier ooit.

## Loopbaan
Spit werd op 1 augustus 2007 bevorderd tot Commodore, toen ze Sous chef Ressort Luchtsystemen werd bij de Defensie Materieel Organisatie (DMO). Spit kreeg in Breda haar generaalsstrepen opgespeld door de Commandant Luchtstrijdkrachten luitenant-generaal vlieger Hans de Jong en generaal-majoor Ed Evers van de Defensie Materieel Organisatie.
Spit begon in 1980 aan haar studie aan de Koninklijke Militaire Academie (KMA) in Breda en was ook de eerste vrouwelijke kolonel bij de Koninklijke Luchtmacht.
Haar eerste functie was hoofd Bureau Kwaliteitszorg op de Vliegbasis Soesterberg en daarna vervulde ze leidinggevende functies bij operationele eenheden, beleidsfuncties op het hoofdkwartier van de luchtmacht en bij het ministerie van Defensie.
In 2011 werd ze Directeur Bedrijfsgroep Vastgoed & Beveiliging (voorheen de Dienst Vastgoed Defensie). Van 2014 t/m 2018 was ze tevens Assistant Director van het Joint Air Power Competence Centre (JAPCC).
Voordat ze Sous chef Ressort Luchtsystemen werd, werkte ze 2 jaar in Washington aan het project voor het gevechtsvliegtuig Joint Strike Fighter. Daarvoor was ze onder meer werkzaam als Hoofd Afdeling Grond-lucht Geleide Wapens en Wapentechniek en als commandant van de Logistieke Divisie Rhenen
Commodore Spit ging op 15 augustus 2018 met FLO.

## Decoraties
Onderscheidingsteken voor Langdurige Dienst als officier met jaarteken XXX

 Kruis voor betoonde marsvaardigheid

 Legion of Merit (Verenigde Staten)
Verder is Spit gerechtigd tot het dragen van:

 Parachutistenbrevet B

 Brevet Hogere Stafbekwaamheid (Luchtmacht Stafschool)

## Fotogalerij

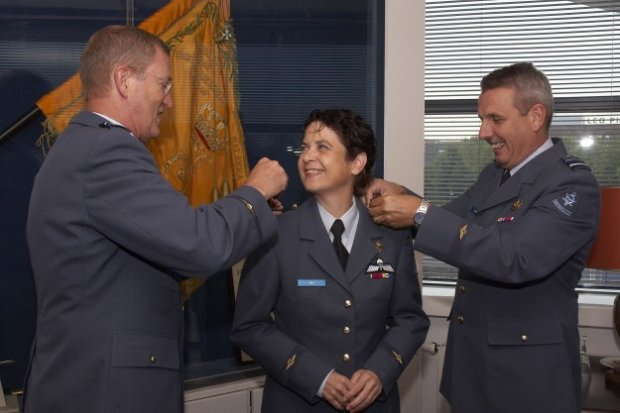
Beëdiging als 1ste vrouwelijke opperofficier op 6 augustus 2007 in Breda.
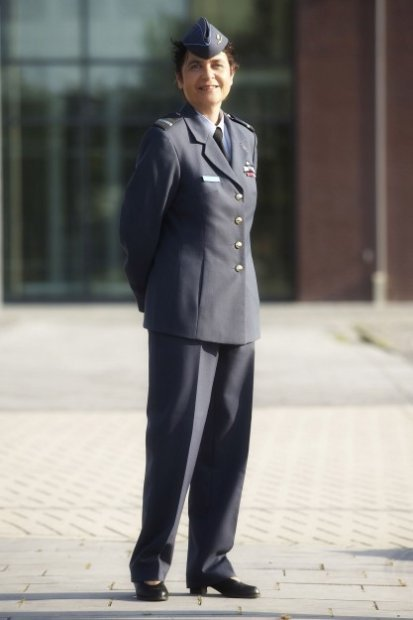
Portret genomen na de beëdiging
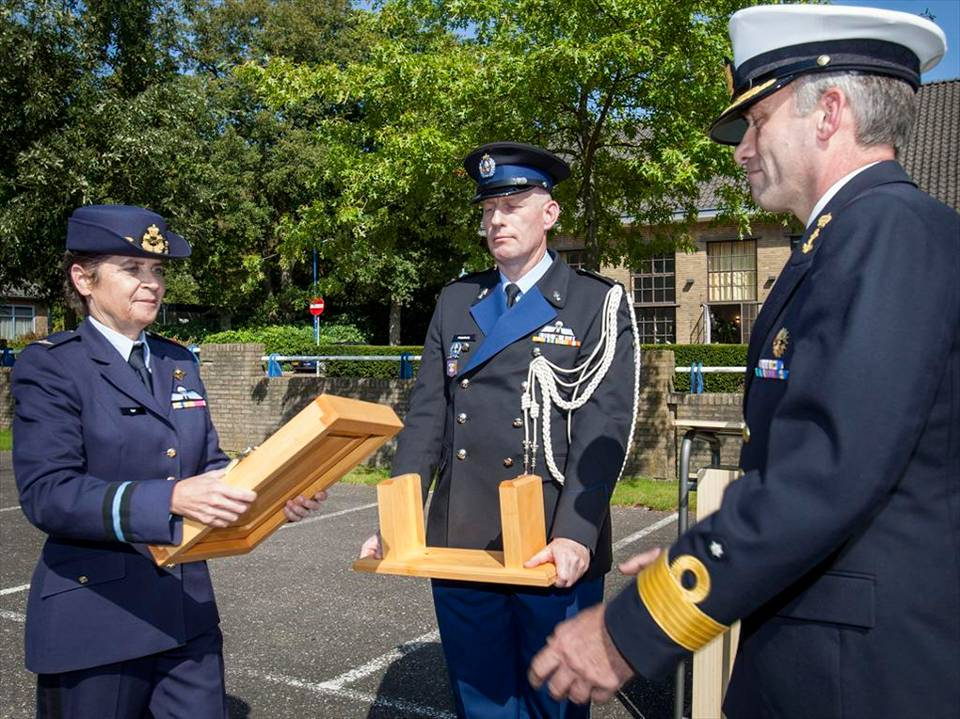
Commando-overdracht van de divisie Vastgoed en Beveiliging van het CDC aan commandeur Frank Foreman op 3 september 2014